# Microligia luteitincta
Microligia luteitincta är en fjärilsart som beskrevs av Louis Beethoven Prout 1916. Microligia luteitincta ingår i släktet Microligia och familjen mätare. Inga underarter finns listade i Catalogue of Life.